# Límite de fase

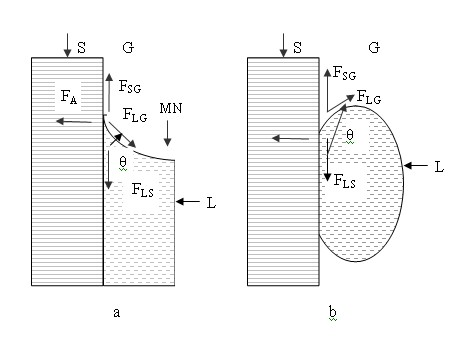
Comportamiento del fluido en el límite de fases en el caso de superficie capilar mojada y no mojada.

En equilibrio térmico, cada fase (i.e. líquido, sólido etc.) de la materia física llega a su fin en un punto transicional, o interfaz espacial, llamada límite de fase, debido a la inmiscibilidad del otro lado del límite. Esta inmiscibilidad se debe al menos a una diferencia entre las dos sustancias' propiedades físicas correspondientes. El comportamiento de los límites de fases ha sido un tema en desarrollo de interés y un campo de investigación activa, llamada ciencia de interfaz, en física y matemática por casi dos siglos, dos en parte para límite de fases naturalmente con origen en muchos procesos físicos, como el efecto capilar, el crecimiento de límites de grano, la física de aleaciones binarias, y la formación de escamas de nieve.
Uno de los problemas más viejos en el área se remonta a Lamé y Clapeyron quién estudió el congelamiento de los suelos. Su objetivo era determinar el espesor de la costra sólida generada por el enfriamiento de un líquido a temperatura constante llenando el semiespacio. En 1889, mientras Stefan trabajaba en la congelación del suelo, desarrolló estas ideas más allá y formuló el modelo de dos fases, que llegó a conocerse como el problema de Stefan. La prueba de existencia y unicidad de una solución para el problema de Stefan estuvo hecha en muchas etapas. Probando la existencia general y unicidad de las soluciones en el caso de d = 3 fue solucionado por Shoshana Kamin.